# Edward Portman (1er vicomte Portman)
Edward Berkeley Portman, 1er vicomte Portman (9 juillet 1799 - 19 novembre 1888), est un homme politique libéral britannique.
Il est un membre actif de la Royal Agricultural Society of England depuis ses débuts en 1838 et est président en 1846, 1856 et 1862. Il est un éleveur considérable de bovins dans le Devon et de vaches d'Aurigny améliorées .

## Jeunesse et formation
Portman est né le 9 juillet 1799, fils d'Edward Portman, de Bryanston et d'Orchard Portman dans le Dorset, et de sa première épouse Lucy, fille aînée du révérend Thomas Whitby de Cresswell Hall, Staffordshire. Il fait ses études au Collège d'Eton et à Christ Church, à Oxford où il est diplômé avec les honneurs de première classe, BA 1821, MA 1826.

## Carrière politique
En 1823, Portman est élu au Parlement en tant que libéral pour le Dorsetshire, un siège qu'il occupe jusqu'en 1832, puis représente la circonscription nouvellement créée de Marylebone du 12 décembre 1832 à mars 1833. Le 27 janvier 1837, Portman est élevé à la pairie en tant que baron Portman d'Orchard Portman et devient un membre actif de la Chambre des lords. Lord Portman sert comme Lord Lieutenant du Somerset du 22 mai 1839 à juin 1864. Il est également conseiller et commissaire du duché de Cornouailles (à partir du 19 août 1840), conseiller du duché de Lancastre (le 13 février 1847) et Lord Warden of the Stannaries du 20 janvier 1865 jusqu'à sa mort. Le 28 mars 1873, il est créé vicomte Portman de Bryanston. Lord Portman est mort le 19 novembre 1888, âgé de 89 ans, à Bryanston  et est remplacé dans la baronnie et vicomté par son fils aîné Henry Berkeley Portman. Un autre fils, Edwin Berkeley Portman, est député de North Devon.

## Famille
Il est un descendant de William Portman (en), Lord juge en chef d'Angleterre et du pays de Galles entre 1555 et 1557. Lord Portman épouse Emma Lascelles, troisième fille de Henry Lascelles (2e comte de Harewood), le 16 juin 1827. Ils ont six enfants, quatre fils et deux filles, William Henry Berkeley, Edwin Berkeley ; Maurice Berkeley, membre du Parlement canadien; Walter Berkeley, recteur de Corton-Denham, Somerset. Emma est décédée le 8 février 1865.